# محمد الشريف (مصرفي سوري)
محمد الشريف هو حاكم سابق مصرف سورية المركزي عين محمد الشريف، الحاصل على إجازة الحقوق من جامعة سوريا، حاكم المصرف بين 1 من آذار 1987 و 13 من أيلول 1995..إجازة في الحقوق -الجامعة السورية.الخبرات السابقة: كان وزيراً للمالية. من1 أيلول 1974 حتى 7 آب 1976.
"مصرف سورية المركزي". مؤرشف من الأصل في 2024-05-26.